# 布魯紹人
布魯紹人，是分布於巴基斯坦北部奇特拉爾縣的罕萨河谷和巴爾蒂斯坦的民族，人口約87,000，他們多是伊斯瑪儀派穆斯林。他們的語言布魯夏斯基語與任何一種語言也沒關係。
他們宣稱自己是亞歷山大大帝遠征印度的希臘士兵的後裔，但DNA研究顯示他們最常見的是R1A1和R2a，而不是其他歐洲人為主的R1a。
他們也以超長壽聞名，使當地成為世界其中一個高長壽人口地區及香格里拉故事其中一個原型。

### 來源
1. ↑  . Ethnologue.   [2022-04-26]. （原始内容存档于2021-03-08） （英语）.
2. ↑  . Tribal Analysis Center. 2009-06-30  [2011-02-09]. （原始内容存档于2011-07-17）.
3. ↑  . peoplegroups.org.   [2022-03-12]. （原始内容存档于2023-02-02）.
4. ↑  Sidky, M. H. . 1994-04-01. （原始内容存档于2012-11-05）.
5. ↑  . travel-culture.com.   [2022-03-12]. （原始内容存档于2023-02-02）.